# Não Paro de Beber
"Não Paro de Beber" é uma canção do cantor brasileiro Gusttavo Lima que, ao lado de outras canções do cantor como Se É pra Beber Eu Bebo, exalta o consumo de bebidas alcoólicas. Lançada como single oficialmente no dia 9 de outubro de 2015. A produção musical da canção ficou por conta de Dudu Borges. A canção faz parte de seu quinto álbum ao vivo 50/50, sendo o segundo single a ser lançado.

## Composição
A canção é de composição de Jujuba e Romim Mata, e ela já vendo sendo considerada como mais um grande hit do cantor, não só pela equipe de Gusttavo Lima, mas sim pelo público.

## Videoclipe
O videoclipe da música foi gravado em Angra dos Reis (RJ). No início do clipe, o cantor está em um consultório, quando recebe uma notícia preocupante: de acordo com o seu médico, que é interpretado pelo humorista Danilo Gentili, ele não poderá mais beber. Mas, mesmo com risco de morrer, Gusttavo é teimoso e segue bebendo. A partir daí, ele aparece curtindo em barcos e jet skis ao lado de belas mulheres. A direção ficou por conta de Henrique Gontijo.

## Lista de faixas
| Download digital no iTunes |                     |         |  |
| N.º                        | Título              | Duração |  |
| 1.                         | "Não Paro de Beber" | 3:15    |  |

## Desempenho nas tabelas musicais
| Tabela musical (2015)                     | Melhor posição |
| ----------------------------------------- | -------------- |
| Brasil - Billboard Brasil Hot 100 Airplay | 18             |